# Jelgava (stacja kolejowa)
Jelgava – stacja kolejowa w Jełgawie, na Łotwie. Znajdują się tu 2 perony.